# Psychotria psittacina
Psychotria psittacina är en måreväxtart som beskrevs av Julian Alfred Steyermark. Psychotria psittacina ingår i släktet Psychotria och familjen måreväxter. Inga underarter finns listade i Catalogue of Life.